# Praça da Revolução (Havana)

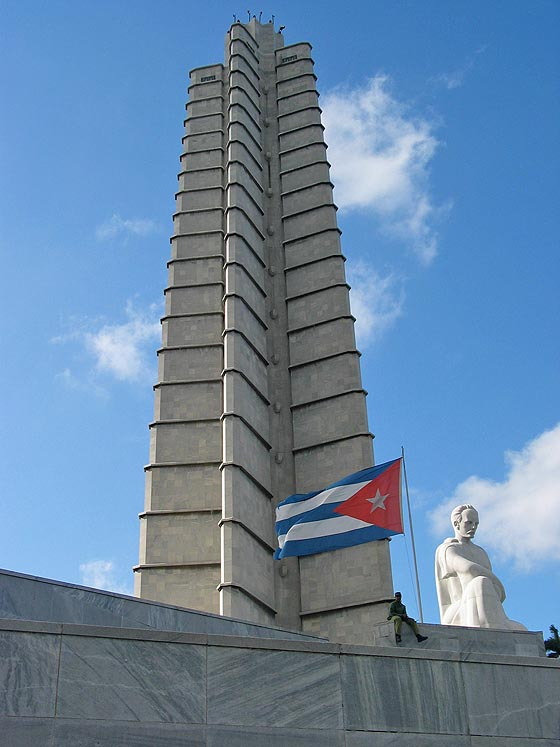
Memorial José Martí na Praça da Revolução

A Praça da Revolução (em castelhano: Plaza de la Revolución), chamada Praça Cívica até 1959, é uma praça pública da cidade de Havana, em Cuba. É uma das maiores do mundo com 72 000 m². Ali realizam-se uma multitude de actos desde memoriais até graduações, por isso é uma zona importantíssima da cidade. Foi a tribuna de muitos discursos de Fidel Castro.
Foi criada nos tempos de Fulgencio Batista e originalmente chamou-se Praça Cívica (em castelhano: Plaza Cívica), ainda que sua fama internacional comece com a Revolução Cubana. Nela podemos encontrar o memorial a José Martí, esculpido por Juan José Sicre, e frente a frente temos o Ministério do Interior com a conhecida imagem do Che Guevara tomada pelo fotógrafo Alberto Korda — Guerrilheiro Heróico — num relevo escultórico, obra de Enrique Ávila. Em 2009 inaugurou-se a obra (do mesmo artista e especificações técnicas) a Camilo Cienfuegos na sede do Ministério das Comunicações.

## Localização
Está localizada no município denominado Praça da Revolução, mais especificamente entre a interseção das avenidas Passeio e Rancho Boyeros, importantes artérias de Havana. No interior desta praça, na parte nordeste, encontra-se o monumento a José Martí, construído em memória do poeta e pensador cubano.

## Monumento a José Martí

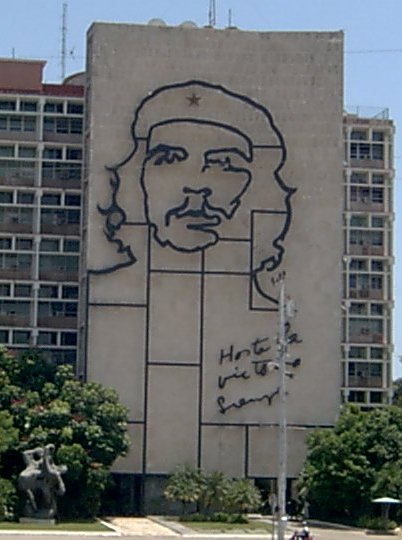
Famoso relevo escultórico do guerrilheiro Che Guevara, realizado pelo artista cubano Enrique Ávila, inspirado por sua vez na famosa fotografia de Alberto Korda

Com uma altura de 112,75 m até a torre de arremate e de 141,995m até os faróis e bandeiras, o monumento a José Martí constitui o ponto mais alto da Cidade de Havana. Conta com um diâmetro total de 78,50m. A pirâmide, de aproximadamente 28m de largura, conta com um elevador interior de 90m de percurso e uma escada de 579 degraus. No área da base do monumento encontra-se o Monumento Conemorativo José Martí, no que se lêem setenta e nove pensamentos martianos gravados com letras cor de ouro, distribuídos em cinco salões que ali existem. A parte superior é uma cópia exacta do térreo. No andar estão refletidas as distâncias existentes entre o monumento e as capitais de quarenta e três países, bem como de oito lugares do território nacional. Desde seus balcões, em dias de grande visibilidade, pode-se divisar a paisagem havanesa a uma distância de sessenta quilómetros aproximadamente. Para chegar até a cume do complexo monumental, pode-se utilizar um elevador ou uma escada de 567 degraus. A estátua de José Martí, que se pode observar desde os baixos e exteriores do complexo monumental, está formada por cinquenta e dois blocos de mármore e tem uma altura de dezoito metros. Ali foi colocada em 1958 e está rodeada de seis pilares que representam as antigas províncias nas quais se achava dividido o território cubano, com seus respectivos escudos. Desde 1996 é sede do Monumento Comemorativo José Martí.[carece de fontes?]

## Memória
A Praça da Revolução é um dos lugares onde se reúne o povo depois de marchas multitudinárias em dias assinalados, como o primeiro de maio. Nela Fidel Castro falava ao povo em diversas ocasiões durante várias horas.

## Eventos

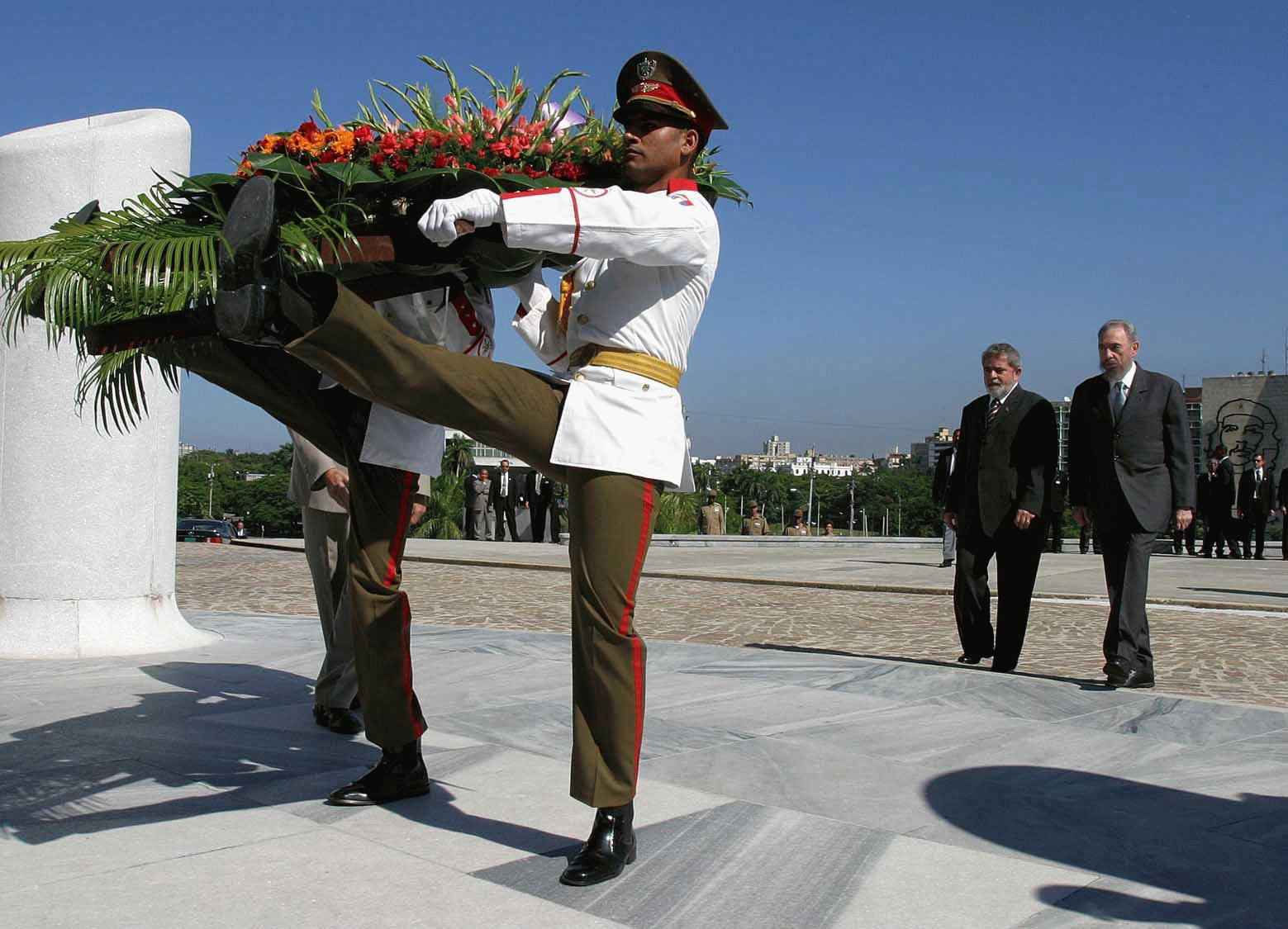
Lula e Fidel Castro durante cerimônia em frente ao Memorial José Martí.

Em 20 de setembro de 2009 celebrou-se na Praça da Revolução o segundo concerto de Paz sem Fronteiras, promovido pelo cantor colombiano Juanes e que contou com a participação de quinze grupos e solistas incluído o próprio Juanes.

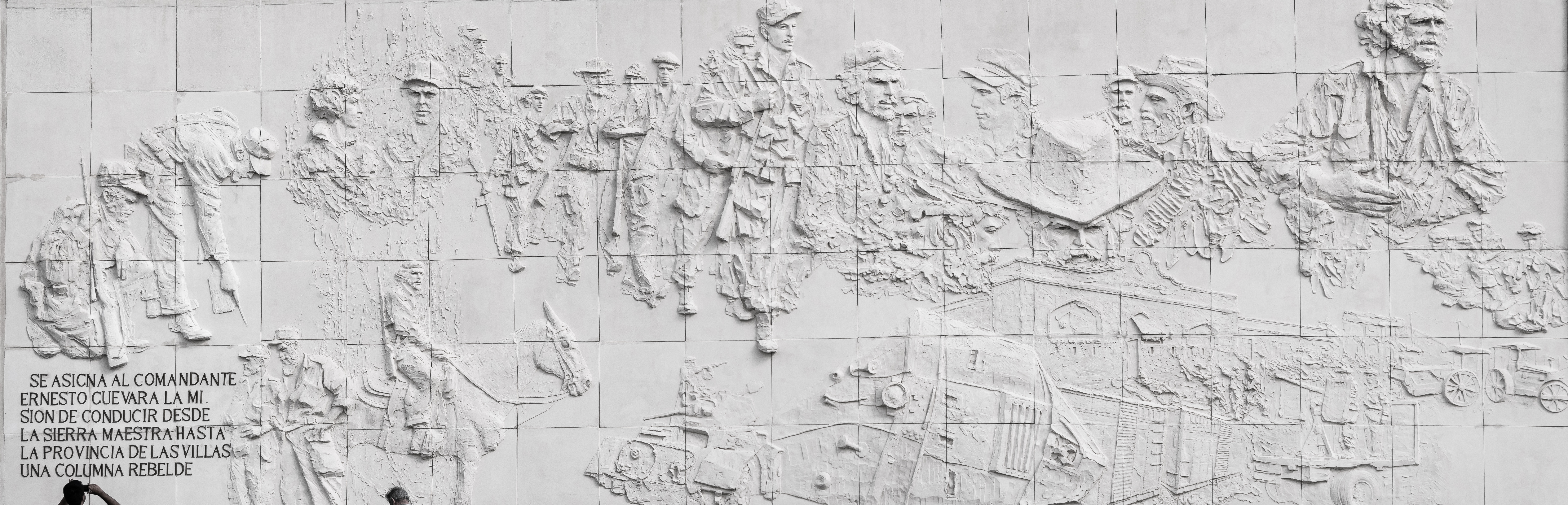
Mural em relevo representando Che Guevara em Santa Clara.

Em 20 de setembro de 2015, nesta mesma praça, o papa Francisco celebrou uma missa ante quase um milhão de pessoas, incluídos três mil e quinhentos convidados oficiais, entre os quais se destacavam o presidente cubano, Raúl Castro, e a presidente argentina, Cristina Kirchner. O papa pediu aos cubanos para cuidar e servir de modo especial às pessoas mais frágeis.
Em 29 de novembro de 2016, depois do falecimento do ex-presidente Fidel Castro, em 25 de novembro, uma multitudinária concentração do povo cubano dirigida pelas organizações de massas do Governo e estrangeiros, precedida por Raúl Castro junto a chefes-de-estados e outros mandatários do mundo como Jacob Zuma, Evo Morais, Nicolás Maduro, Alexis Tsipras, Rafael Correia, Roosevelt Skerrit, Salvador Sánchez Cerén, Daniel Ortega, Danilo Medina, Enrique Peña Nieto, Juan Carlos Varela, Hage Gottfried Geingob, Abdelmalek Sellal, entre outros altos representantes do Vietname, China, Rússia, Irão, Qatar e Espanha, homenagearam o líder com uma série de intervenções que duraram cerca de quatro horas. O evento, que durou três horas e meia, começou com as notas do Hino Nacional Cubano e em seguida a atriz Corina Mestre recitou o poema “Marcha Triunfal do Exército Rebelde”, do autor cubano Jesús Orta Ruiz, El Indio Naborí. No dia seguinte, da própria praça saíram, rumo ao Cemitério de Santa Ifigenia em Santiago de Cuba, as cinzas de Fidel numa viagem que recordava a Caravana da Liberdade de 1959 em sentido inverso.

## Galeria

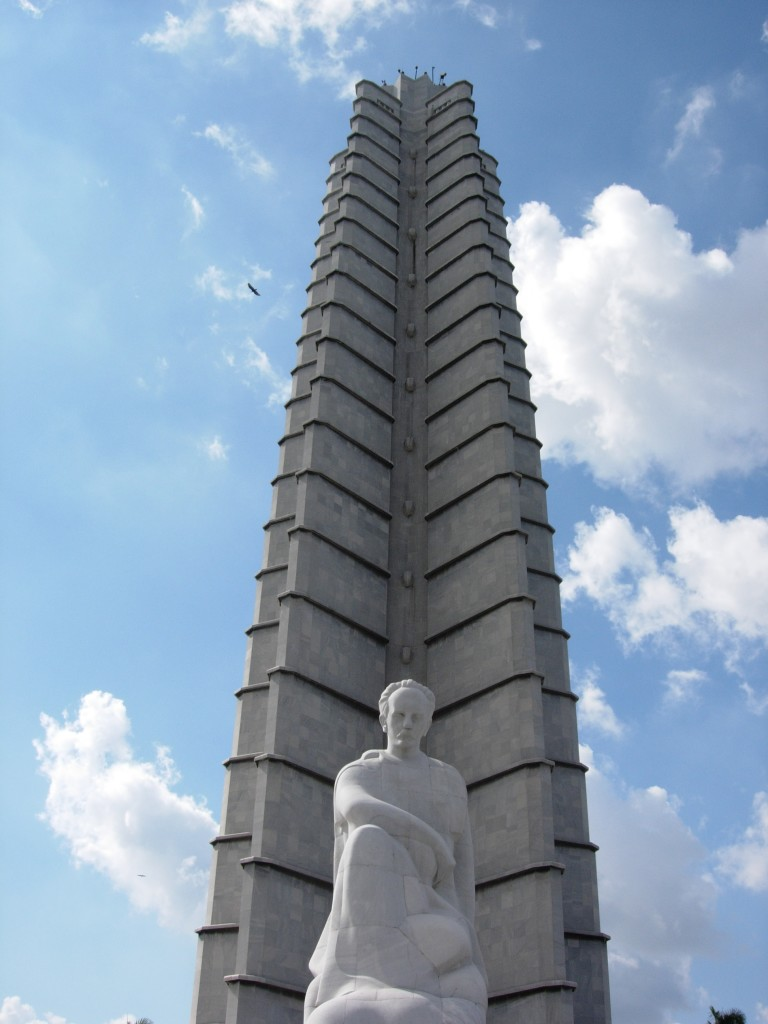
O Monumento Comemorativo José Martí.
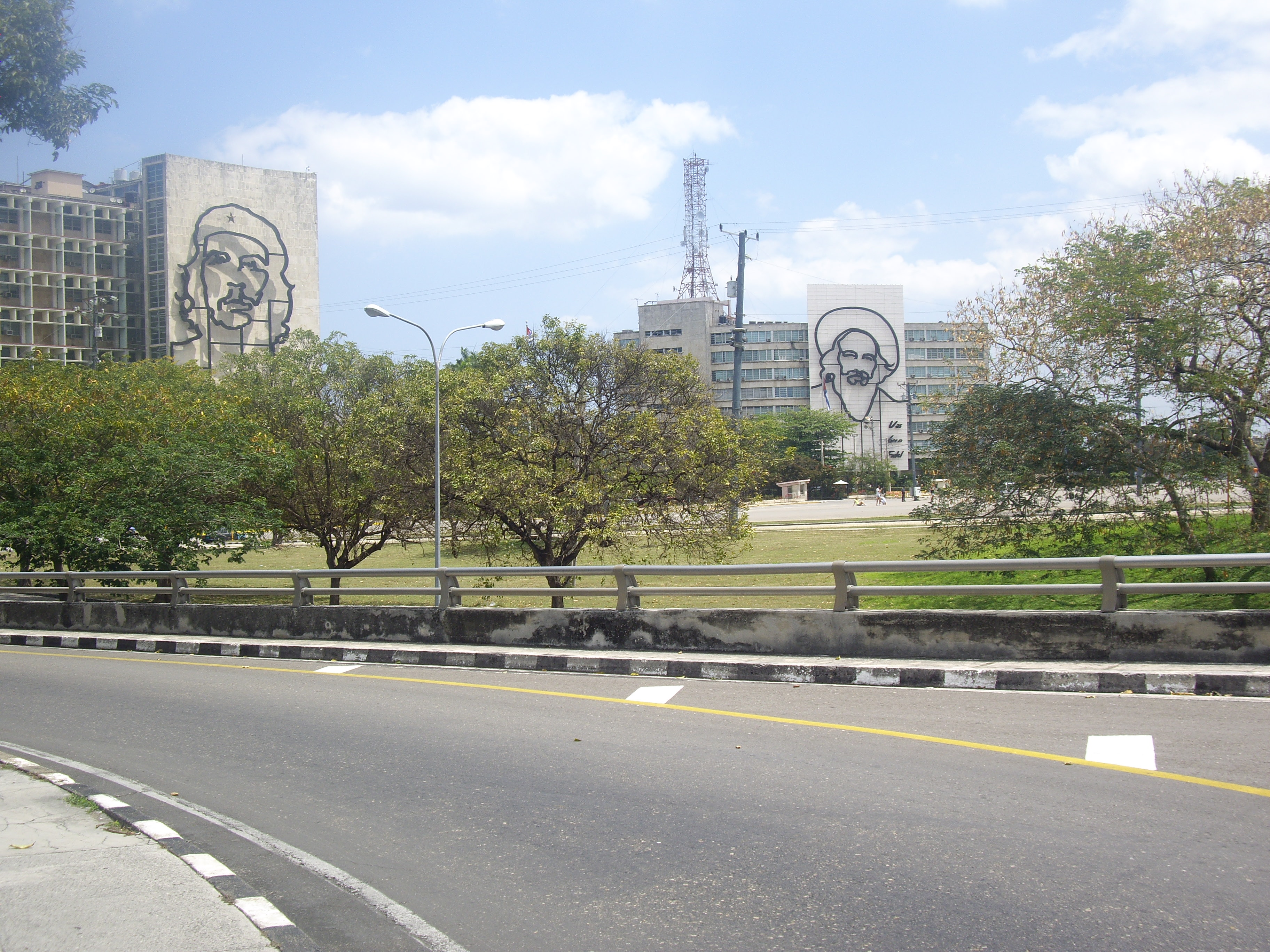
Estátuas de Che Guevara e Camilo Cienfuegos na Praça da Revolução.
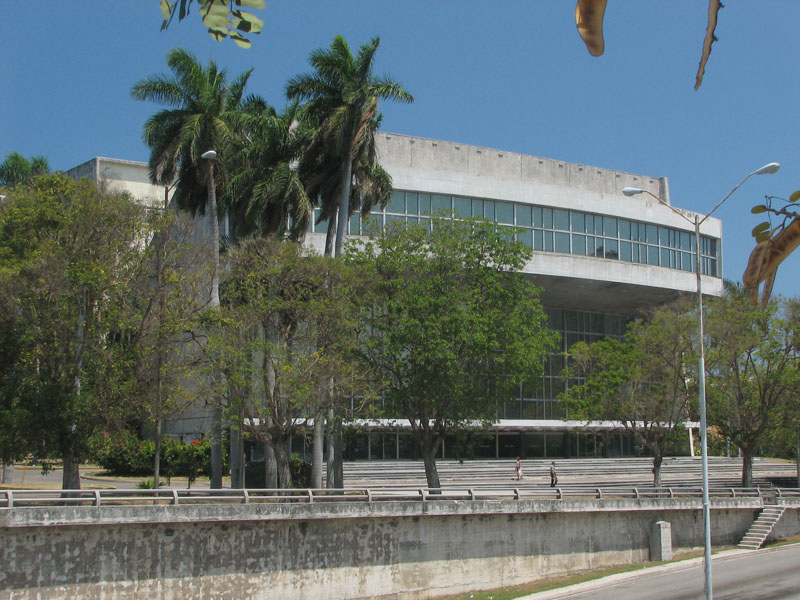
O Teatro Nacional de Cuba.
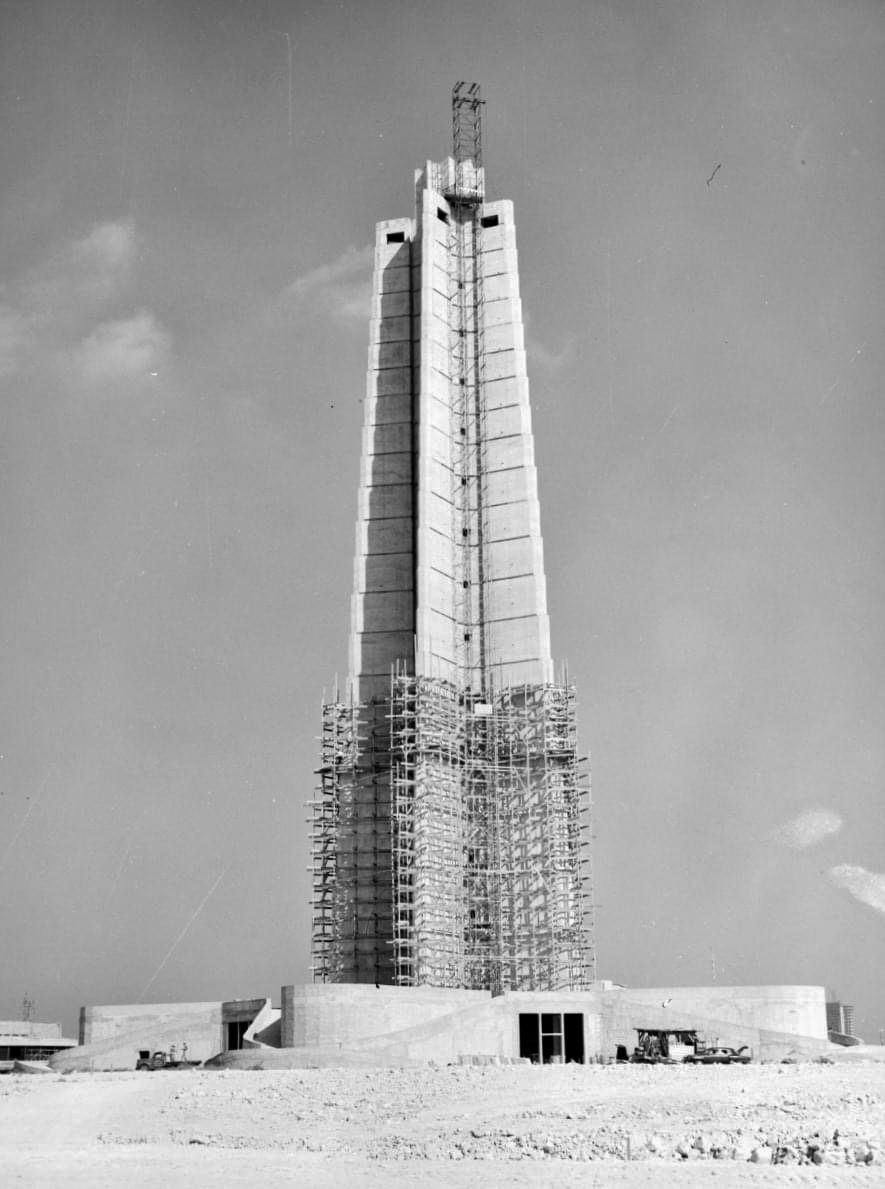
A construção da então Praça Cívica, c. 1954.
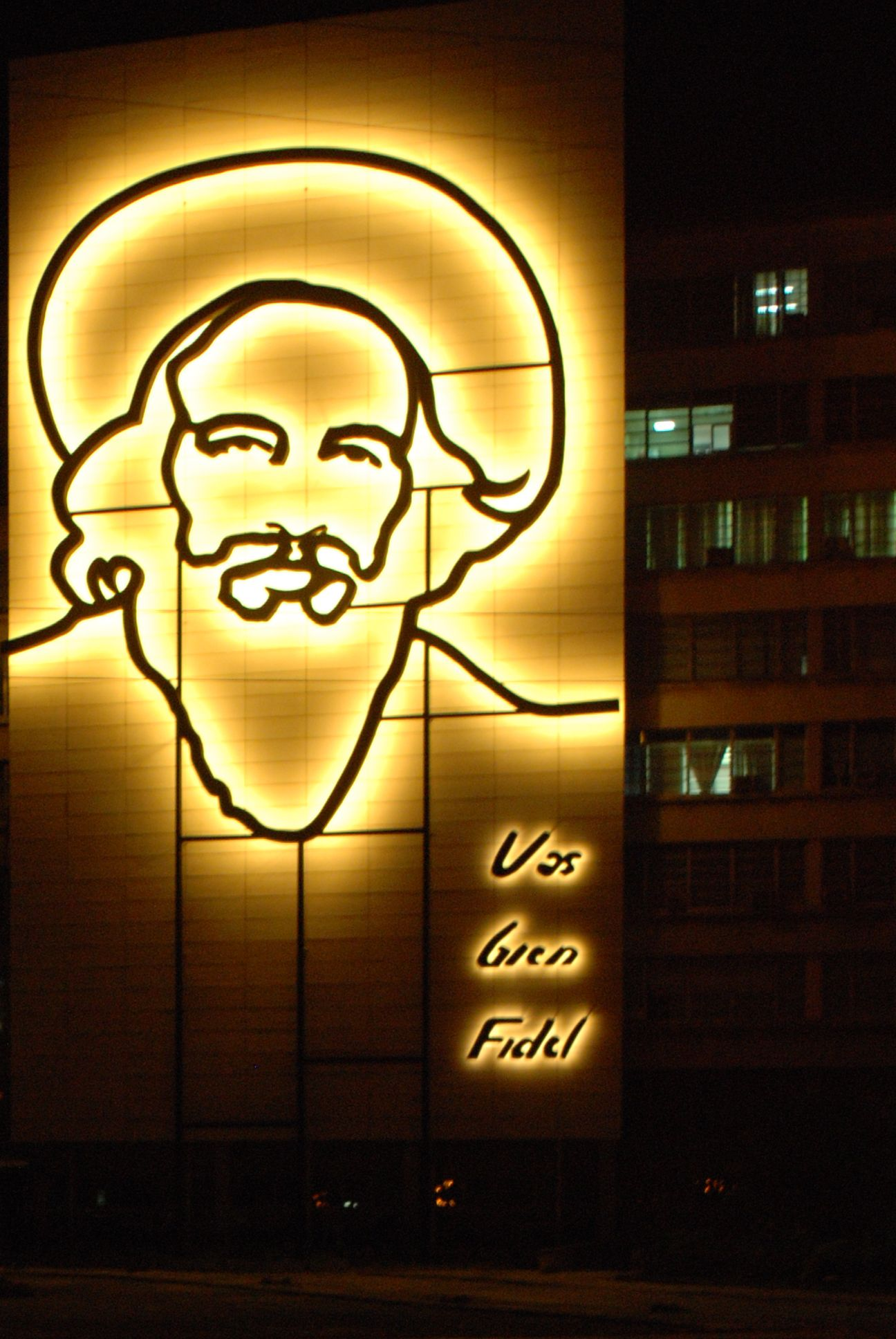
O monumento a Camilo Cienfuegos, obra de Enrique Ávila.